# Somewhere: Live at The Savoy
Somewhere: Live at The Savoy è un video del 2002 (pubblicato come DVD nel 2004), pubblicato il 18 febbraio, il cui contenuto è il concerto dei Pet Shop Boys tenuto al prestigioso Savoy Theatre di Londra nel giugno 1997. Oltre alla performance stessa, il DVD contiene anche un documentario in cui viene mostrato la costruzione dello show, le prove e il dietro le quinte.

## Descrizione
Il concerto contenuto nel video è l'ultima performance delle tre settimane in cui i Pet Shop Boys si esibirono al Savoy Theatre di Londra. Il concerto vide la luce anche dell'allora nuovo singolo del duo, Somewhere, cover dell'omonimo brano tratto dal musical West Side Story. Lo spettacolo si avvale anche di proiezioni firmate Sam Taylor-Wood.

## Tracce
1. Yesterday, When I Was Mad
2. The Truck-driver and His Mate
3. Se a vida é (That's the Way Life Is)
4. Hallo Spaceboy
5. To Step Aside
6. Go West
7. The Theatre
8. It's a Sin miscelata con I Will Survive
9. Discoteca
10. Can You Forgive Her?
11. Somewhere
12. Rent
13. Being Boring
14. Left to My Own Devices